# Komsomolski (Oktiabrski)
Komsomolski o Komsomollski — Комсомольский (rus) — és un possiólok del krai de Krasnodar, a Rússia. Es troba a les planes del Kuban-Priazov, a la vora del Siniükha, un petit tributari del Txamlik, afluent del Labà, de la conca del Kuban. És a 19 km al nord-oest de Kurgàninsk i a 132 km a l'est de Krasnodar. Pertany al possiólok d'Oktiabrski.